# Alexei Maximowitsch Rehbinder

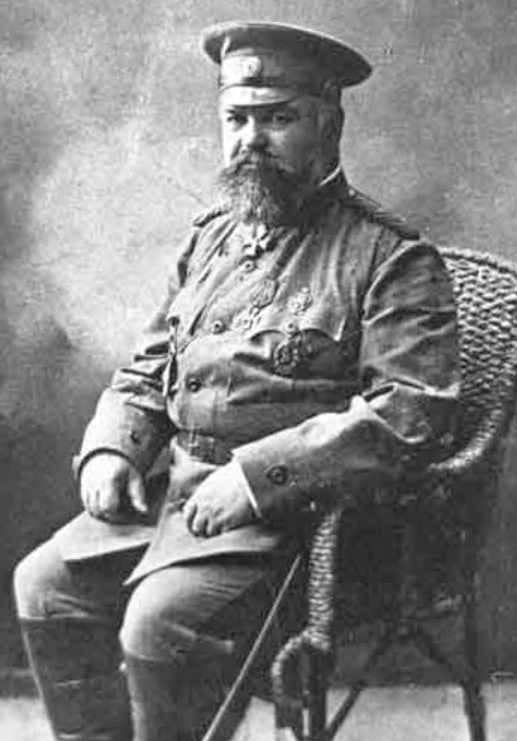
A. M. Rehbinder

Alexei Maximowitsch Rehbinder, russisch Алексей Максимович Ребиндер (* 1795; † 4. August 1869) war ein russischer Generalleutnant und Unternehmer.

## Leben

### Herkunft
Alexei Maximowitsch Rehbinder entstammt der weitverzweigten deutsch-baltischen Familie Rehbinder. Sein Vater war Otto Friedrich von Rehbinder (* 1750) aus Livland, der mit Übertritt zum orthodoxen Glauben den Namen Максим Карлович Ребиндер annahm.

### Militärkarriere
Rehbinder trat im Alter von 13 Jahren in die russische Armee ein und nahm als Unteroffizier am Russisch-Türkischen Krieg teil. 1812 im Vaterländischen Krieg gegen Napoleon kämpfte Rehbinder u. a. in der Schlacht bei Borodino und kam später mit seiner Einheit bis nach Paris.
1820 wurde Rehbinder Major und stieg dann bis zum Generalleutnant auf. Er erhielt den Orden des Heiligen Georg 4. Klasse, den Orden des Heiligen Wladimir, den Orden der Heiligen Anna und den preußischen Roten-Adler-Orden 2. Klasse.
1839 gründete Rehbinder in dem damaligen, ihm gehörenden Ort Schebekino eine Zuckerfabrik, die sein Sohn Alexander dann erfolgreich weiter führte.